# ヤングポップスエキサイト
『ヤングポップスエキサイト』は、1968年10月7日から1969年3月31日までNET（現：テレビ朝日）系列の毎週月曜19:30 - 20:00（JST）に放送された、視聴者参加型音楽番組である。カラー放送。

## 概要
「R&B」（リズム&ブルース）の魅力を探る、視聴者参加のダンス歌謡ショー。
当時流行のグループ・サウンズ関連番組の一つで、当番組は視聴者も踊りで参加するという趣向だった。

## 司会
- 前田武彦
- 泉アキ

## ゲスト
- ジャッキー吉川とブルーコメッツ
- ザ・ワイルドワンズ
- ザ・スパイダース
- 鈴木やすし（現：ヤスシ）

ほか

## 補足
- 当番組が終了後、2014年現在に至るまで、テレビ朝日の月曜19時枠で音楽系番組が放送された事は無い。